# Tour de l’Ain 2017
Die 29. Tour de l’Ain 2017 war ein französisches Straßenradrennen im Département Ain. Das Etappenrennen fand vom 8. bis zum 12. August 2017 statt. Es war Teil der UCI Europe Tour 2017 und dort in der Kategorie 2.1 eingestuft. Gesamtsieger wurde der Franzose Thibaut Pinot von FDJ.
Nachdem Johan Le Bon (Frankreich/FDJ) den Prolog in 4:32 Minuten und mit zwei Sekunden vor Alexandre Geniez (Frankreich/AG2R) gewann, sicherte sich Juan José Lobato (Spanien/LottoNL) die erste Etappe vor Nacer Bouhanni (Frankreich/Cofidis) im Sprint. Die zweite Etappe gewann dann aber Bouhanni im Massensprint, der damit die Gesamtführung von Le Bon übernahm.
Auf der dritten Etappe mussten insgesamt drei Bergwertungen der ersten Kategorie und zwei Bergwertungen der dritten Kategorie bezwungen werden. Am letzten Anstieg, der Cote de Ceyssiat, setzten sich die beiden FDJ-Fahrer Thibaut Pinot und David Gaudu vom verbliebenen Feld ab. Im Ziel überließ Pinot Gaudu den Etappensieg. Pinot übernahm die Gesamtführung. Auf der vierten und letzten Etappe gewann Alexandre Geniez (Frankreich/AG2R) auf welligen Terrain im Sprint einer Dreiergruppe vor Thibaut Pinot (Frankreich/FDJ) und Mattia Cattaneo (Italien/Androni). Die nächste größere Verfolgergruppe kam mit vier Sekunden Rückstand ins Ziel. Pinot behielt die Gesamtwertung und gewann damit die Rundfahrt.

## Teilnehmende Mannschaften
| WorldTeams (3)- FDJ - Lotto NL-Jumbo - AG2R La Mondiale Professional Continental Teams (6)- Cofidis, Solutions Crédits - Direct Énergie - Fortuneo-Oscaro - Wanty-Groupe Gobert - Androni Giocattoli - Delko Marseille Provence KTM Continental Teams (6)- Development Team Sunweb - HP BTP-Auber 93 - Roubaix Lille Métropole - Armée de terre - Astana City - Roth-Akros Nationalmannschaften (2)- Frankreich U23 - Deutschland U23 |
| |

## Etappen
| Etappe    | Datum    | Etappenorte                       | type              | Länge (km) | Etappensieger    | Gesamtführender  |
| --------- | -------- | --------------------------------- | ----------------- | ---------- | ---------------- | ---------------- |
| Prolog    | 8. Aug.  | Bourg-en-Bresse – Bourg-en-Bresse | Einzelzeitfahren  | 3,8        | Johan Le Bon     | Johan Le Bon     |
| 1. Etappe | 9. Aug.  | Polliat – Trévoux                 | Hügelige Etappe   | 141,1      | Juan José Lobato | Juan José Lobato |
| 2. Etappe | 10. Aug. | Ambérieu-en-Bugey – Saint-Vulbas  | Hügelige Etappe   | 145,4      | Nacer Bouhanni   | Nacer Bouhanni   |
| 3. Etappe | 11. Aug. | Lagnieu – Oyonnax                 | Hochgebirgsetappe | 135,7      | David Gaudu      | Thibaut Pinot    |
| 4. Etappe | 12. Aug. | Lélex – Culoz                     | Hochgebirgsetappe | 109,9      | Alexandre Geniez | Thibaut Pinot    |

## Wertungen im Tourverlauf
| Etappe         | Etappensieger    | Gesamtwertung    | Punktewertung    | Bergwertung       | Nachwuchswertung |
| -------------- | ---------------- | ---------------- | ---------------- | ----------------- | ---------------- |
| Prolog         | Johan Le Bon     | Johan Le Bon     | Johan Le Bon     | nicht ausgetragen | Valentin Madouas |
| 1              | Juan José Lobato | Juan José Lobato | Juan José Lobato | Félix Pouilly     | Valentin Madouas |
| 2              | Nacer Bouhanni   | Nacer Bouhanni   | Nacer Bouhanni   | Félix Pouilly     | Valentin Madouas |
| 3              | David Gaudu      | Thibaut Pinot    | Nacer Bouhanni   | David Gaudu       | David Gaudu      |
| 4              | Alexandre Geniez | Thibaut Pinot    | Alexandre Geniez | Thibaut Pinot     | David Gaudu      |
| Wertungssieger | Wertungssieger   | Thibaut Pinot    | Alexandre Geniez | Thibaut Pinot     | David Gaudu      |